# Бовалина, Джузеппе
Джузеппе Бовалина (англ. Giuseppe Bovalina; род. 11 ноября 2004, Аделаида) — австралийский футболист, защитник клуба «Ванкувер Уайткэпс».

## Клубная карьера
Бовалина — воспитанник клубов «Уэстерн Страйкерс» и «Кройдон Кингз». 6 сентября 2023 года игрок подписал контракт с «Аделаида Юнайтед». 29 октября в матче против «Мельбурн Сити» он дебютировал в А-Лиге. 4 декабря в поединке против «Макартура» Джузеппе забил свой первый гол за «Аделаиду Юнайтед».
23 апреля 2024 года Бовалина перешёл в канадский клуб MLS «Ванкувер Уайткэпс», подписав контракт до конца сезона 2026 с клубными опциями продления на сезоны 2027 и 2028. За «Уайткэпс» он дебютировал 7 мая в первом матче четвертьфинала Первенства Канады 2024 против «Кавалри», выйдя на замену в конце второго тайма вместо Джавейна Брауна